# Paul Puhallo von Brlog

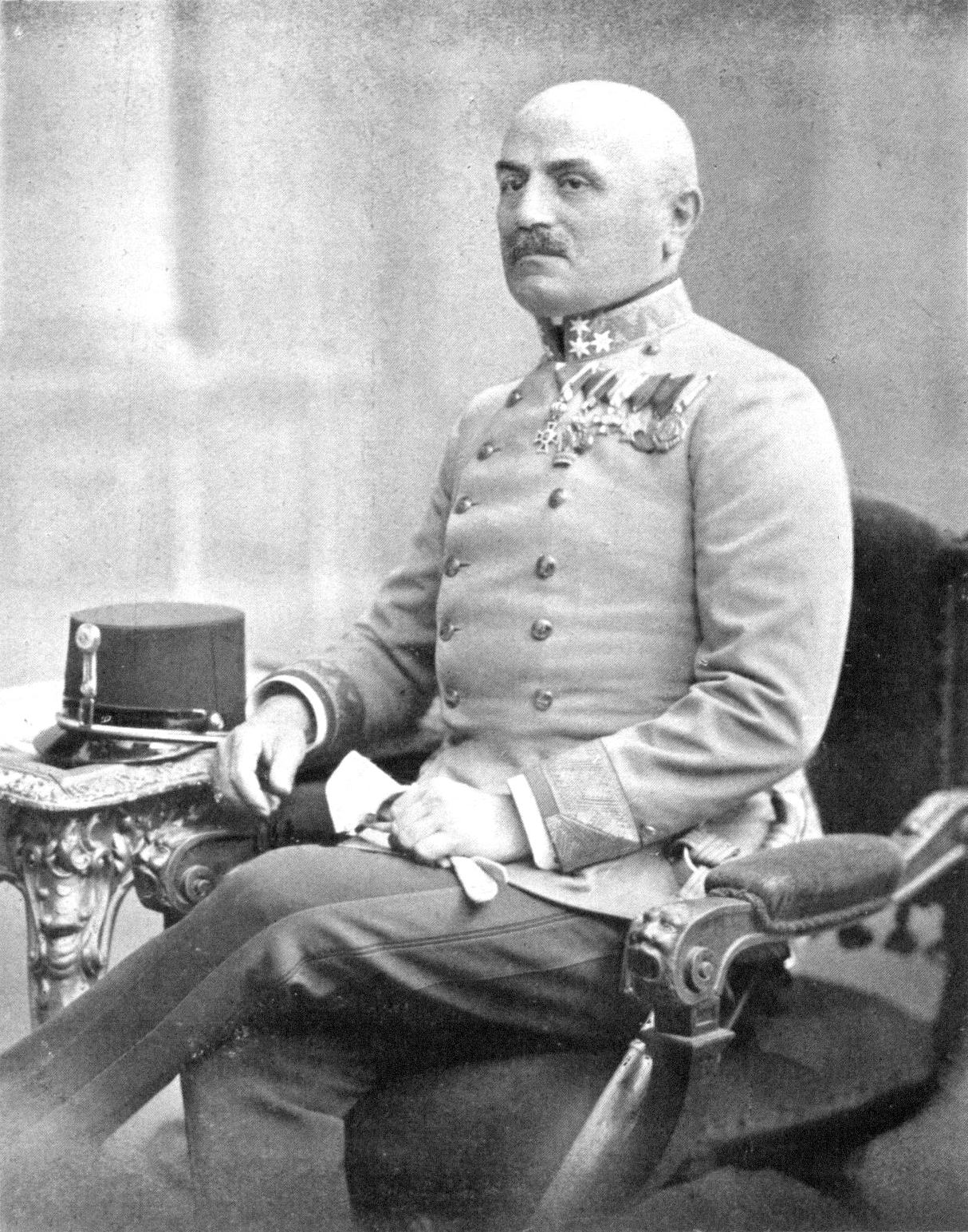
FZM Paul Puhallo von Brlog 1914, Fotograf: Carl Pietzner

Paul Puhallo, ab 1908 Puhallo von Brlog, ab 1917 Baron Puhallo von Brlog (* 21. Februar 1856 in Brlog, Kroatien; † 12. Oktober 1926 in Wien) war ein k. u. k. Geheimer Rat, Kommandant der k.u.k. Kriegsschule, kroatienstämmiger Offizier (zuletzt im Rang eines Generalobersten) der österreichisch-ungarischen Armee mit ungarischem Adelsprädikat.

## Biographie

### Ausbildung und Karriere vor dem Krieg
Die Familie stammte aus der Nähe der alten Militärgrenze, und somit war Puhalo gewissermaßen schon seit seiner Geburt für den Dienst in der Armee vorgesehen.
Der Sohn des k. k. Offiziers Michael Puhalo (1818–1913) trat nach dem Besuch militärischer Bildungsanstalten in Ungarisch-Weißkirchen, Kamenitz und Güns im Jahr 1870 in die Militärtechnische Schule in Mährisch Weißkirchen ein, wo er bis 1873 diente. Nach dem erfolgreichen Abschluss der Technischen Militärakademie in Wien avancierte er am 1. September 1877 zum Leutnant im Feldartillerieregiment Nr. 11. Zwischen 1880 und 1882 besuchte er den fortgeschrittenen Artilleriekurs in Wien, den er mit ausgezeichnetem Erfolg abschloss. Am 1. November 1882 wurde er zum Oberleutnant befördert und dem Generalstabskorps beigefügt. Die Beförderung zum Hauptmann 1. Klasse erfolgte am 1. November 1886, während er als Taktiklehrer an der Technischen Militärakademie fungierte. Am 18. September 1892 wurde Puhallo zum Chef des Generalstabs der 3. Infanteriedivision in Linz bestellt, wo er auch seine Beförderung zum Major am 1. Mai 1893 erlebte. Am 1. November 1895 wurde er Oberstleutnant im Generalstabskorps. Im April 1896 wurde er zum Infanterieregiment Nr. 55 in Tarnopol versetzt. Während dieser Jahre erhielt er hervorragende Bewertungen, vor allem sein großes Talent als Ausbilder wurde des Öfteren hervorgehoben. Als Folge davon wurde er am 11. September 1898 in die Kriegsschule versetzt und am 1. November desselben Jahres zum Obersten befördert. Zwischenzeitlich hatte er 1897 Anna Hörzinger, mit der er eine Tochter hatte, geheiratet.
Im Jahr 1902 wurde Puhallo in das Operations-Büro des Generalstabs transferiert, dessen Chef er am 23. April 1903 wurde. Im Jahr 1905 wurde er zum Befehlshaber der 50. Infanteriebrigade in Wien ernannt und am 1. Mai zum Generalmajor befördert. Am 20. Oktober 1906 wurde er zum Kommandanten der k.u.k. Kriegsschule bestellt. Unter seiner Leitung wurde diese bedeutende Einrichtung in vielen Bereichen modernisiert, um eine qualitativ höherwertige Ausbildung zu erreichen. Am 1. Mai 1909 erfolgte seine Ernennung zum Feldmarschallleutnant. Im September 1910 übernahm er das Kommando über die 46. Landwehr Infanteriedivision in Krakau, im Oktober 1912 über das V. Korps in Preßburg als Nachfolger von General der Infanterie Arthur Heinrich Sprecher von Bernegg. Die letzte Beförderung vor dem Ersten Weltkrieg erfolgte am 1. November 1913, als er zum Feldzeugmeister aufstieg.

### Erster Weltkrieg
Zu Kriegsbeginn stand Puhallos V. Korps im Verband der unter General der Kavallerie Dankl in Nordgalizien aufmarschierenden 1. Armee. Seine Truppen waren ab 23. August 1914 an der siegreichen Schlacht von Kraśnik beteiligt, mussten sich aber vor einsetzenden russischen Gegenangriffen bis Mitte September aus dem südlichen Vorfeld von Lublin hinter den San zurückziehen. Infolge der folgenden Angriffsoperation nördlich der Weichsel wurden seine Truppen nach Russisch-Polen verlegt, nach der Schlacht bei Iwangorod war er Ende Oktober 1914 gezwungen, abermals den Rückzug anzutreten. Nach den schweren Kämpfen an der Nida wurden seine Truppen zu Weihnachten in die Karpaten verlegt. Als Teil der 3. Armee nahm sein V. Korps an den vorerst erfolglosen Kämpfen um die Befreiung der Festung Przemyśl teil. Im Mai 1915 erreichten seine Truppen Sambor, worauf Puhallo am 22. Mai das Kommando über die 3. Armee übernahm. Zusammen mit der deutschen 11. Armee konnte er Anfang Juni die von den Russen eroberte Festung Przemysl schließlich wieder zurückerobern. Infolge einer Restrukturierung folgte Puhallo Viktor Dankl am 10. Juni 1915 als Oberbefehlshaber der 1. Armee, während die 3. Armee aufgelöst wurde. Mit der 1. Armee nahm Puhallo die Brückenköpfe bei Sandomierz und Tarlo-Josefow ein. Nach der Transferierung seiner Armee an den Bug wurde Puhallo dem deutschen Generalobersten von Mackensen unterstellt. Nach der Befreiung von Lemberg und der Eroberung von Dubno erstarrte die Front jedoch. Am 1. Mai 1916 (Rang vom 13. Mai 1916) wurde er zum Generaloberst befördert. Nach dem Beginn der Brussilow-Offensive mussten sich auch seine Truppen dem allgemeinen Rückzug anschließen. Eine neuerliche Reorganisation der Armee führte zur Auflösung seiner 1. Armee, woraufhin Puhallo sein Kommando verlor und ab dem 25. Juli 1916 zur Disposition bereitstand. Da das Oberkommando mit seinen Leistungen unzufrieden war, kam er auch nicht mehr als Kommandeur einer Armee in Betracht. Nichtsdestotrotz wurde der Generaloberst am 7. April 1917 mit dem Großkreuz des Leopoldordens mit KD und Schwertern dekoriert, gefolgt von der Erhebung in den ungarischen Freiherrenstand am 27. April desselben Jahres. Am 1. Dezember 1918 wurde er pensioniert.
Nach seiner Pensionierung wurde er Staatsbürger des neuen SHS-Staates. Da er aber als loyaler General des Habsburgerreiches nur eine kleine Pension vom Staat erhielt, musste er in eher ärmlichen Verhältnissen leben. Aus diesem Grund zog er wieder nach Wien, wo er von Zuwendungen ehemaliger Kameraden bis zu seinem infolge einer schweren Operation eingetretenen Tod am 12. Oktober 1926 lebte. Sein Leichnam wurde nach Linz überführt, wo ehemalige Offizierskollegen für eine würdevolle Beerdigung sorgten.

## Auszeichnungen
- Österreichisches Militärverdienstkreuz am 16. April 1896
- Orden der Eisernen Krone III. Klasse am 12. Oktober 1902
- Ritterkreuz des Leopold-Ordens am 27. April 1905
- Komtur I. Klasse des Albrechts-Ordens im Jahre 1906
- Großkreuz des Spanischen Militärverdienstordens im Jahre 1906
- Komtur I. Klasse des Friedrichs-Ordens im Jahre 1907
- Orden der Eisernen Krone II. Klasse am 2. August 1910
- Ernennung zum Geheimen Rat am 30. November 1913
- Großkreuz des Ordens der Eisernen Krone mit der Kriegsdekoration am 5. Oktober 1914
- Eisernes Kreuz II. Klasse im Jahre 1914
- Eisernes Kreuz I. Klasse im Juni 1915
- Ehrenkreuz I. Klasse des Ehrenzeichens für Verdienste um das Rote Kreuz mit der Kriegsdekoration im Juni 1915, mit Schwertern 1917 (Nach Einführung)
- Großkreuz des Leopoldsorden mit Schwertern und mit der Kriegsdekoration am 7. April 1917